# Etheramadivaru
Etheramadivaru is een van de onbewoonde eilanden van het Alif Alif-atol behorende tot de Maldiven.